# Rosa Panterns son
Rosa panterns son (eng. Son of the Pink Panther) är en kriminalkomedi från 1993. I filmen medverkar inte Peter Sellers, istället handlar filmen om Clouseaus son som spelas av Roberto Benigni.

## Handling
Prinsessan av Lugash (ägaren till rosa pantern-juvelen) blir kidnappad och Clouseaus okände son beslutar sig för att befria henne.